# Anopheles peditaeniatus
Anopheles peditaeniatus este o specie de țânțari din genul Anopheles. A fost descrisă pentru prima dată de George Frederick Leicester în anul 1908. Conform Catalogue of Life specia Anopheles peditaeniatus nu are subspecii cunoscute.